# NGC 3737
NGC 3737 est une vaste (?) galaxie lenticulaire située dans la constellation de la Grande Ourse.  NGC 3737 a été découverte par l'astronome germano-britannique William Herschel en 1789.

## Caractéristiques
Sa vitesse par rapport au fond diffus cosmologique est de 5 956 ± 12 km/s, ce qui correspond à une distance de Hubble de 87,8 ± 6,2 Mpc (∼286 millions d'al).
À ce jour, une mesure non basée sur le décalage vers le rouge (redshift) donne une distance d'environ 131,000 Mpc (∼427 millions d'al). Cette valeur est loin à l'extérieur des valeurs de la distance de Hubble. Notons que c'est avec la valeur moyenne des mesures indépendantes, lorsqu'elles existent, que la base de données NASA/IPAC calcule le diamètre d'une galaxie et qu'en conséquence le diamètre de NGC 3737 pourrait être d'environ 34,1 kpc (∼111 000 al) si on utilisait la distance de Hubble pour le calculer.

## Groupe de NGC 3737
NGC 3737 est le plus brillant membre d'un trio de galaxies qui porte son nom. Les deux autres galaxies du groupe de NGC 3737 sont NGC 3759 et NGC 3759A (PGC 35948).